# Kvačany (Prešov)
Kvačany (in ungherese Kacsány) è un comune della Slovacchia facente parte del distretto di Prešov, nella regione omonima.